# Lista de municípios do Ceará por IDH-M

Mapa do IDH do Ceará.Legenda:
Muito alto (nenhum município)
Alto (4 municípios)
Médio (131 municípios)
Baixo (49 municípios)
Muito baixo (nenhum município)

Esta é uma lista de municípios do estado brasileiro do Ceará por Índice de Desenvolvimento Humano (IDH), segundo dados do Programa da Nações Unidas para o Desenvolvimento (PNUD) datados do ano 2010. De acordo com os dados de 2010, o município com o maior Índice de Desenvolvimento Humano no estado do Ceará era Fortaleza, com um índice de 0,754 (considerado alto), e o município com o menor índice foi Salitre, com um índice de 0,540 (considerado baixo). De todos os municípios do estado, nenhum município registrou um IDH muito alto, enquanto 4 apresentaram um IDH alto, 131 IDH médio, 49 municípios IDH baixo e nenhum muito baixo.
O cálculo do índice é composto a partir de dados de expectativa de vida ao nascer (IDH-L), educação (IDH-E), e PIB em Paridade do Poder de Compra per capita (IDH-R) recolhidos em nível nacional ou regional, e possui o objetivo de medir o padrão de vida. O índice foi desenvolvido em 1990 pelos economistas Amartya Sen e Mahbub ul Haq, e vem sendo usado desde 1993 pelo Programa das Nações Unidas para o Desenvolvimento (PNUD).
O Índice de Desenvolvimento Humano varia de 0 até 1, e nesta lista é dividido em cinco categorias: IDH muito alto (0,800 – 1,000), IDH alto (0,700 – 0,799), IDH médio (0,600  0,699), IDH baixo (0,500 – 0,599) e IDH muito baixo (0,000 – 0,499).

## Lista
| Posição no Estado | Municípios                | Dados de 2010    |
| Posição no Estado | Municípios                | IDH-M            |
| IDH-M muito alto  | IDH-M muito alto          | IDH-M muito alto |
| ----------------- | ------------------------- | ---------------- |
| nenhum município  |                           |                  |
| IDH-M alto        |                           |                  |
| 1                 | Fortaleza                 | 0,754            |
| 2                 | Sobral                    | 0,714            |
| 3                 | Crato                     | 0,713            |
| 4                 | Eusébio                   | 0,701            |
| IDH-M médio       |                           |                  |
| 5                 | Juazeiro do Norte         | 0,697            |
| 6                 | Maracanaú                 | 0,686            |
| 7                 | Barbalha                  | 0,683            |
| 8                 | Caucaia                   | 0,682            |
| 9                 | Limoeiro do Norte         | 0,682            |
| 10                | Iguatu                    | 0,677            |
| 11                | Pacatuba                  | 0,675            |
| 12                | Russas                    | 0,674            |
| 13                | São Gonçalo do Amarante   | 0,665            |
| 14                | Maranguape                | 0,659            |
| 15                | Pacajus                   | 0,659            |
| 16                | Quixadá                   | 0,659            |
| 17                | Horizonte                 | 0,658            |
| 18                | Tianguá                   | 0,657            |
| 19                | Itaiçaba                  | 0,656            |
| 20                | Aracati                   | 0,655            |
| 21                | São João do Jaguaribe     | 0,654            |
| 22                | Iracema                   | 0,652            |
| 23                | Jijoca de Jericoacoara    | 0,652            |
| 24                | Jati                      | 0,651            |
| 25                | Ubajara                   | 0,648            |
| 26                | Brejo Santo               | 0,647            |
| 27                | Cascavel                  | 0,646            |
| 28                | Penaforte                 | 0,646            |
| 29                | Tabuleiro do Norte        | 0,645            |
| 30                | Crateús                   | 0,644            |
| 31                | Forquilha                 | 0,644            |
| 32                | Quixeramobim              | 0,642            |
| 33                | Aquiraz                   | 0,641            |
| 34                | Itapipoca                 | 0,640            |
| 35                | Uruburetama               | 0,639            |
| 36                | Beberibe                  | 0,638            |
| 37                | Camocim                   | 0,638            |
| 38                | Guaramiranga              | 0,637            |
| 39                | Paracuru                  | 0,637            |
| 40                | Orós                      | 0,636            |
| 41                | Pindoretama               | 0,636            |
| 42                | Pacoti                    | 0,635            |
| 43                | Paraipaba                 | 0,634            |
| 44                | Farias Brito              | 0,633            |
| 45                | Groaíras                  | 0,633            |
| 46                | Tauá                      | 0,633            |
| 47                | Cruz                      | 0,632            |
| 48                | Independência             | 0,632            |
| 49                | Campos Sales              | 0,630            |
| 50                | Pentecoste                | 0,629            |
| 51                | Várzea Alegre             | 0,629            |
| 52                | Abaiara                   | 0,628            |
| 53                | Milagres                  | 0,628            |
| 54                | Baixio                    | 0,627            |
| 55                | Cedro                     | 0,627            |
| 56                | Itaitinga                 | 0,626            |
| 57                | Milhã                     | 0,626            |
| 58                | Redenção                  | 0,626            |
| 59                | Nova Olinda               | 0,625            |
| 60                | Solonópole                | 0,625            |
| 61                | Fortim                    | 0,624            |
| 62                | Jaguaruana                | 0,624            |
| 63                | Bela Cruz                 | 0,623            |
| 64                | Itapagé                   | 0,623            |
| 65                | Aratuba                   | 0,622            |
| 66                | Missão Velha              | 0,622            |
| 67                | Palmácia                  | 0,622            |
| 68                | Porteiras                 | 0,622            |
| 69                | Quixeré                   | 0,622            |
| 70                | Jaguaribe                 | 0,621            |
| 71                | Pacujá                    | 0,621            |
| 72                | Palhano                   | 0,620            |
| 73                | São Luís do Curu          | 0,620            |
| 74                | Baturité                  | 0,619            |
| 75                | Senador Pompeu            | 0,619            |
| 76                | Apuiarés                  | 0,618            |
| 77                | Arneiroz                  | 0,618            |
| 78                | Catarina                  | 0,618            |
| 79                | Ipu                       | 0,618            |
| 80                | Jaguaribara               | 0,618            |
| 81                | Meruoca                   | 0,618            |
| 82                | Guaiúba                   | 0,617            |
| 83                | Barreira                  | 0,616            |
| 84                | Icapuí                    | 0,616            |
| 85                | Massapê                   | 0,616            |
| 86                | Santa Quitéria            | 0,616            |
| 87                | Aracoiaba                 | 0,615            |
| 88                | Jardim                    | 0,614            |
| 89                | Nova Russas               | 0,614            |
| 90                | Lavras da Mangabeira      | 0,613            |
| 91                | Canindé                   | 0,612            |
| 92                | Jaguaretama               | 0,612            |
| 93                | Marco                     | 0,612            |
| 94                | Santana do Cariri         | 0,612            |
| 95                | Capistrano                | 0,611            |
| 96                | São Benedito              | 0,611            |
| 97                | Varjota                   | 0,611            |
| 98                | Coreaú                    | 0,610            |
| 99                | Ererê                     | 0,610            |
| 100               | Madalena                  | 0,610            |
| 101               | Monsenhor Tabosa          | 0,610            |
| 102               | Morada Nova               | 0,610            |
| 103               | Catunda                   | 0,609            |
| 104               | Deputado Irapuan Pinheiro | 0,609            |
| 105               | Guaraciaba do Norte       | 0,609            |
| 106               | Ibiapina                  | 0,608            |
| 107               | Mucambo                   | 0,607            |
| 108               | Mulungu                   | 0,607            |
| 109               | Acarape                   | 0,606            |
| 110               | Amontada                  | 0,606            |
| 111               | Banabuiú                  | 0,606            |
| 112               | Ibicuitinga               | 0,606            |
| 113               | Icó                       | 0,583            |
| 114               | Ipaumirim                 | 0,606            |
| 115               | Itarema                   | 0,606            |
| 116               | Trairi                    | 0,606            |
| 117               | Tururu                    | 0,606            |
| 118               | Aurora                    | 0,605            |
| 119               | Irauçuba                  | 0,605            |
| 120               | Mauriti                   | 0,605            |
| 121               | Novo Oriente              | 0,605            |
| 122               | Chorozinho                | 0,604            |
| 123               | Frecheirinha              | 0,604            |
| 124               | Itapiúna                  | 0,604            |
| 125               | Potiretama                | 0,604            |
| 126               | Pedra Branca              | 0,603            |
| 127               | Senador Sá                | 0,603            |
| 128               | Altaneira                 | 0,602            |
| 129               | Acaraú                    | 0,601            |
| 130               | Alto Santo                | 0,601            |
| 131               | Pereiro                   | 0,601            |
| 132               | Reriutaba                 | 0,601            |
| 133               | Alcântaras                | 0,600            |
| 134               | Assaré                    | 0,600            |
| 135               | Piquet Carneiro           | 0,600            |
| IDH-M baixo       |                           |                  |
| 136               | Antonina do Norte         | 0,599            |
| 137               | Barro                     | 0,599            |
| 138               | Martinópole               | 0,599            |
| 139               | Boa Viagem                | 0,598            |
| 140               | Jucás                     | 0,598            |
| 141               | Cariús                    | 0,597            |
| 142               | Hidrolândia               | 0,597            |
| 143               | Cariré                    | 0,596            |
| 144               | Acopiara                  | 0,595            |
| 145               | Ocara                     | 0,594            |
| 146               | Quiterianópolis           | 0,594            |
| 147               | Carnaubal                 | 0,593            |
| 148               | Caridade                  | 0,592            |
| 149               | Miraíma                   | 0,592            |
| 150               | Pires Ferreira            | 0,591            |
| 151               | Quixelô                   | 0,591            |
| 152               | Umari                     | 0,591            |
| 153               | Ararendá                  | 0,590            |
| 154               | Croatá                    | 0,590            |
| 155               | Morrinhos                 | 0,588            |
| 156               | Santana do Acaraú         | 0,587            |
| 157               | Umirim                    | 0,587            |
| 158               | Chaval                    | 0,586            |
| 159               | Choró                     | 0,585            |
| 160               | Granjeiro                 | 0,585            |
| 161               | Tejuçuoca                 | 0,584            |
| 162               | Paramoti                  | 0,583            |
| 163               | Mombaça                   | 0,582            |
| 164               | Moraújo                   | 0,581            |
| 165               | Poranga                   | 0,581            |
| 166               | Tamboril                  | 0,580            |
| 167               | Ipaporanga                | 0,579            |
| 168               | Caririaçu                 | 0,578            |
| 169               | Ibaretama                 | 0,577            |
| 170               | Tarrafas                  | 0,576            |
| 171               | Saboeiro                  | 0,575            |
| 172               | Ipueiras                  | 0,573            |
| 173               | Barroquinha               | 0,571            |
| 174               | Viçosa do Ceará           | 0,571            |
| 175               | Graça                     | 0,570            |
| 176               | Parambu                   | 0,570            |
| 177               | Aiuaba                    | 0,569            |
| 178               | General Sampaio           | 0,568            |
| 179               | Uruoca                    | 0,566            |
| 180               | Araripe                   | 0,564            |
| 181               | Itatira                   | 0,562            |
| 182               | Potengi                   | 0,562            |
| 183               | Granja                    | 0,559            |
| 184               | Salitre                   | 0,540            |
| IDH-M muito baixo |                           |                  |
| nenhum município  |                           |                  |

## Evolução dos municípios
| IDH-M | Muito Alto | Alto | Médio | Baixo | Muito Baixo |
| ----- | ---------- | ---- | ----- | ----- | ----------- |
| 1991  | 0          | 0    | 0     | 1     | 183         |
| 2000  | 0          | 0    | 1     | 23    | 160         |
| 2010  | 0          | 4    | 131   | 49    | 0           |